# Массовое отравление хлором в Акабе
27 июня 2022 года в заливе Акаба, Иордания, произошла утечка ядовитого газа. Контейнер с 25 тоннами хлора упал с крана на пришвартованное судно и разорвался. В результате инцидента погибли по меньшей мере четырнадцать человек и более 265 человек пострадали.

## События
27 июня 2022 года, в 16:15 по местному времени, портовый кран загружал один из нескольких контейнеров для хранения химических веществ под давлением на контейнеровоз Forest 6 для экспорта в Джибути. Стальной трос крана лопнул и контейнер упал на судно. Ядовитый хлор вырвался из контейнера, его жёлтое облако распространился по всему порту. Судно ожидало загрузки ещё 20 контейнеров с хлором.
Видеозапись инцидента была опубликована в Twitter иорданским государственным телеканалом.

## Последствия
Газообразный хлор ядовит для человека. При вдыхании и смешивании с влагой в организме человека он создаёт хлорноватистую и соляную кислоты, которые могут создавать свободные радикалы кислорода, разрушающие клеточные стенки в лёгочной системе, что может вызывать отёк лёгких, острый респираторный дистресс-синдром, хронические проблемы с дыханием и смерть.
Весь порт был эвакуирован. Сотрудники службы экстренного реагирования начали работу над оказанием медицинской помощи пострадавшим, которые были доставлены в две государственные больницы, полевой госпиталь и частное учреждение. Директор департамента здравоохранения Акабы Джамаль Обейдат заявил, что все больницы Акабы переполнены и что «пострадавшие находятся в состоянии от среднего до критического».
Чиновник городского здравоохранения призвал жителей закрыть все окна и двери и оставаться внутри. Дорожный патруль перекрыл все дороги, ведущие в Акабу. Близлежащий туристический пляж, расположенный в 7 километрах от порта, был эвакуирован и закрыт. Зернохранилища и перерабатывающие установки порта также были временно остановлены для проверки хранилища на предмет загрязнения газообразным хлором.